# Weissia nitida
Weissia nitida är en bladmossart som beskrevs av Reinwardt och Hornschuch 1829. Weissia nitida ingår i släktet krusmossor, och familjen Pottiaceae. Inga underarter finns listade i Catalogue of Life.